# Clémence Beikes
Clémence Beikes (née le 19 octobre 1983 à Grande-Synthe) est une joueuse de basket-ball française évoluant au poste d'arrière-ailière. Elle mesure 1,81 m.

## Biographie
Championne de France NF1 avec Saint-Amand, club où elle restée malgré la relégation administrative du club l'année précédente, elle est appelée par le sélectionneur national dans la sélection des douze joueuses pour disputer le Mondial 2010. La France termine sixième.
À l'Euro 2011, elle remporte la médaille de bronze, puis la médaille d'argent aux Jeux olympiques de 2012.
Elle annonce vouloir prendre sa retraite sportive à l'été 2013pour cause de blessure au genou l’empêchant de reprendre la compétition. En mars, elle annonce sa retraite sportive.

## Clubs
| Saisons   | Équipe                     | Pays   |
| 1998-2001 | INSEP (NF1)                | France |
| 2001-2002 | COB Calais                 | France |
| 2002-2003 | US Valenciennes Olympic    | France |
| 2003-2004 | ESB Villeneuve-d’Ascq      | France |
| 2004-2006 | Cavigal Nice               | France |
| 2006-2008 | Tarbes GB                  | France |
| 2008-2010 | Union Hainaut Basket       | France |
| 2010-2013 | Saint Amand Hainaut Basket | France |

## Palmarès
- 2010 : Championne de France NF 1
- 2003 : Championne de France LFB, vainqueur du Tournoi de la Fédération, finaliste de l’Euroligue

## Équipe de France

### Cadette
- 1999 :  Médaille de bronze à l’Euro Cadettes 1999 (Tulcea, Roumanie)

### Junior
- 2000 : 5e à l’Euro Junior 2000 (Cetniewo, Pologne)
- 2001 : 5e au Mondial Junior 2001 (Brno, République tchèque)

### Senior
- Médaille d'argent aux Jeux olympiques 2012 de Londres
- 5e au championnat du monde 2006 (São Paulo, Brésil)
- 6e au championnat du monde 2010
- 3e au championnat d’Europe 2011[6]

## Distinctions
- Chevalier de l'ordre national du Mérite (décret du 31 décembre 2012)[7]

## Galerie

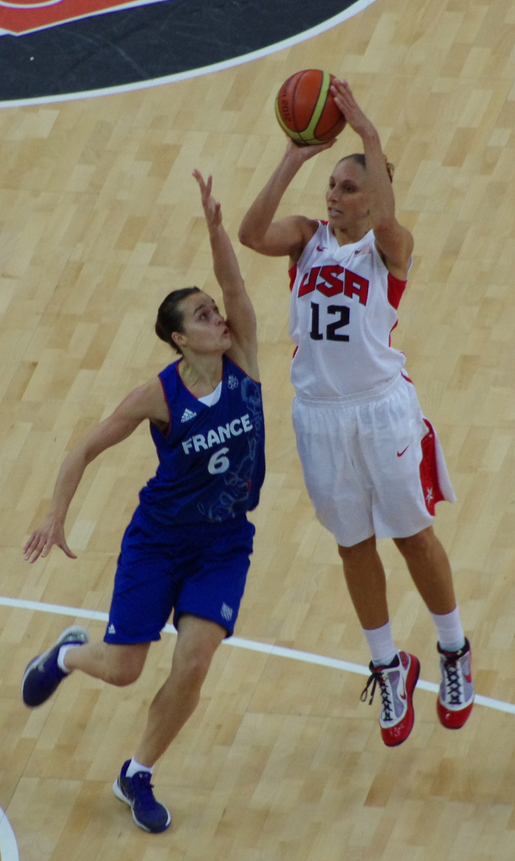
Face à Diana Taurasi lors de la finale olympique de Londres.
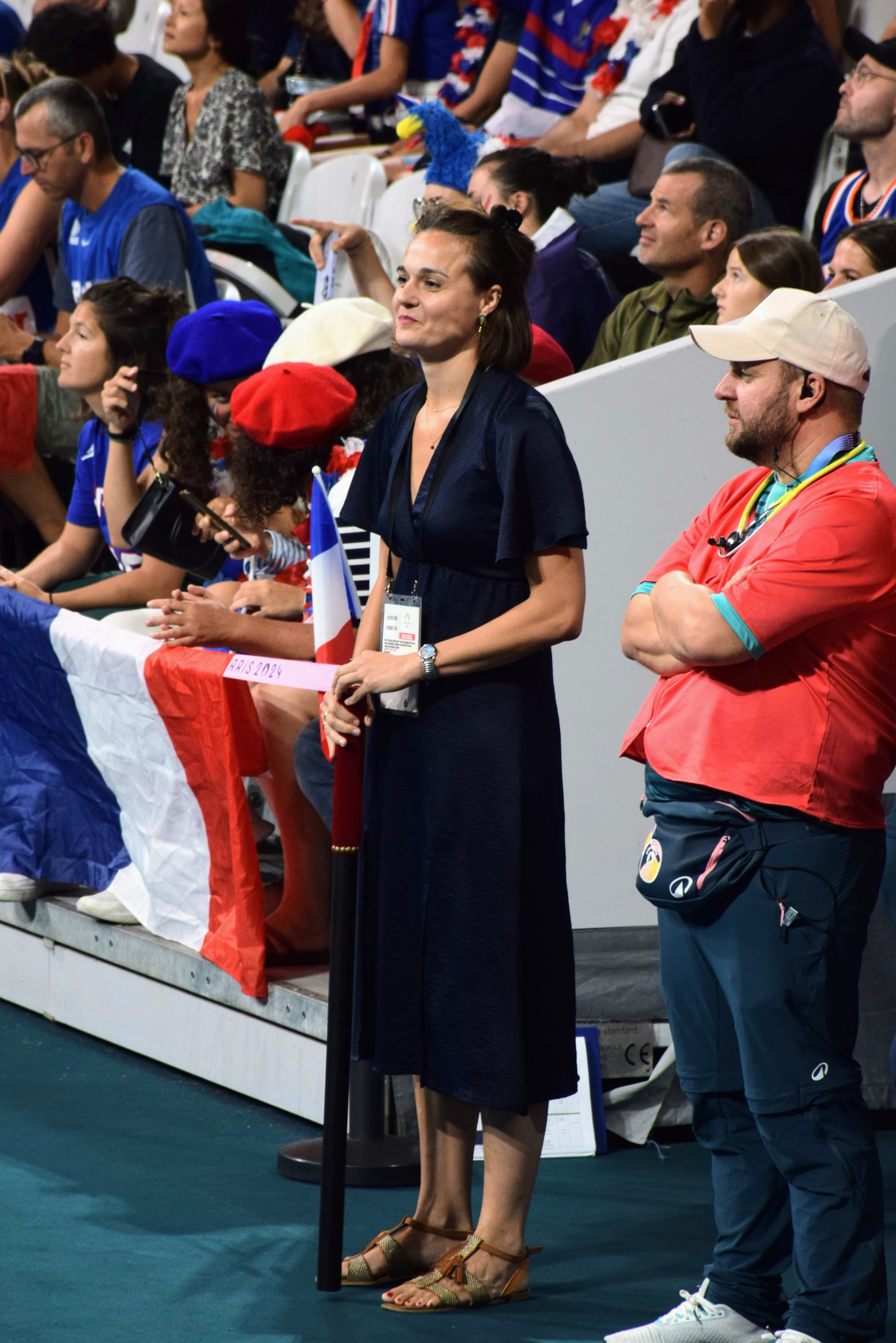
Le 4 août 2024, au stade Pierre-Mauroy de Villeneuve-d’Ascq, avant de frapper les trois coups du match entre l’Australie et la France.